# 世界旅游小姐协会
2007年，国际选美组织联合会到亚太地区中国香港成立世界旅游小姐协会（Miss Tourism International Industry Association）。世界旅游小姐协会总部设在亚洲香港，是唯一获得国际选美组织联合会正式授权举办世界旅游小姐大赛（Miss Tourism International）的机构。